# Argiope trifasciata
Argiope trifasciata, conhecida vulgarmente por Aranha cesteira-dos-prados, é uma espécie de aranha inofensiva ao ser humano que é encontrada em todo o mundo, pertencente à família Araneidae.
Normalmente começam a aparecer durante o outono do início de setembro ao final de outubro quando as temperaturas começam a cair.
Costumam ser avistadas no meio da sua teia orbicular (semelhante à do Homem Aranha), que pode alcançar um diâmetro de cerca de 60 cm e capaz de atingir um comprimento total de 2 metros, onde passam a maior parte do tempo à espera de insectos voadores que colidam contra a teia.
Os machos da espécie são minúsculos e normalmente passam despercebidos nos cantos das teias da fêmea que estão a guardar. Como estas são aranhas bem grandes que por vezes apanham acidentalmente insectos bem pequenos, as teias por vezes parecem ter gotas de água, mas que na verdade são pequenas aranhas prateadas disfarçadas de gotas. Estas últimas não fazem teia mas utilizam-nas para o seu cleptoparasitismo, alimentam-se das pequenas presas que a Argiope ignora.
Por vezes, as Argiopes constroem um “zigzag” de seda branca no meio da teia, uma estrutura denominada de stabilementum por se pensar que daria estabilidade à teia e que inspirou o conto infantil "A teia da Carlota". No entanto, hoje acredita-se que funciona como um aviso para as aves não colidirem contra a teia e não a destruírem, e ainda para atrair os insectos de que a aranha se alimenta.

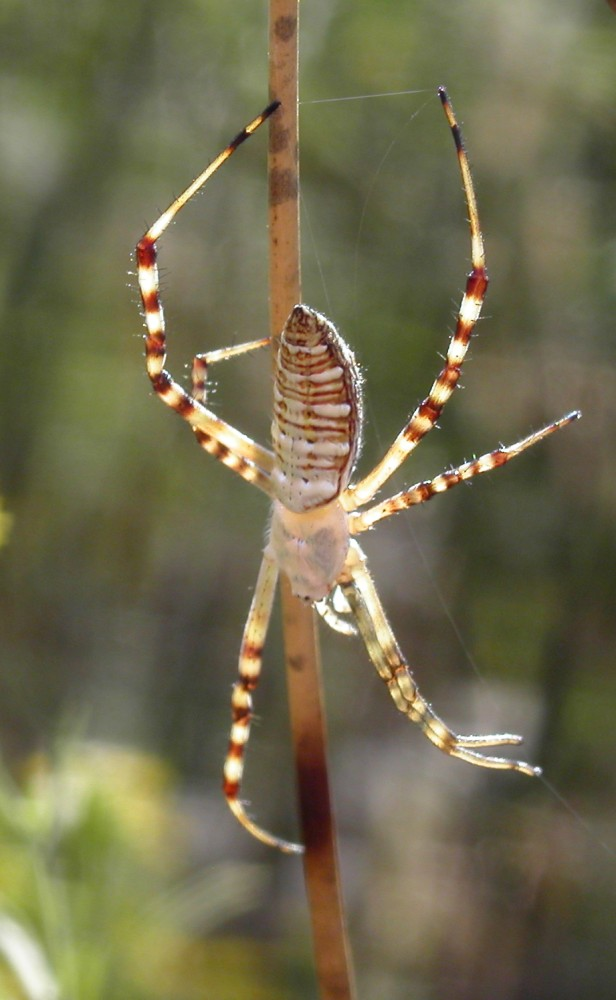
Aranha jovem

## Subespécies
- Argiope trifasciata deserticola Simon, 1906 (Sudão)
- Argiope trifasciata kauaiensis Simon, 1900 (Havaí, Estados Unidos)